# Alan Trammell
Alan Stuart Trammell (né le 21 février 1958 à Garden Grove, Californie, États-Unis) est un joueur d'arrêt-court étoile qui joue dans les Ligues majeures de baseball de 1977 à 1996.
Le 10 décembre 2017, il est élu au Temple de la renommée du baseball et sera intronisé lors d'une cérémonie à Cooperstown le 29 juillet 2018.
Vainqueur de la Série mondiale 1984 dont il est élu meilleur joueur avec les Tigers de Détroit, Alan Trammell a joué toute sa carrière avec cette équipe. Il forme un duo de double jeu avec son coéquipier joueur de deuxième but Lou Whitaker pendant 19 saisons et la paire détient un record du baseball majeur pour avoir joué ensemble dans 1918 parties. Sélectionné 6 fois au match des étoiles, Trammell remporte 3 Bâtons d'argent comme meilleur arrêt-court offensif de sa ligue et ses qualités défensives sont récompensées par 4 Gants dorés.
Il est manager des Tigers de Détroit de 2003 à 2006. Depuis la saison 2011, il est entraîneur adjoint du gérant Kirk Gibson, son ancien coéquipier des Tigers, avec les Diamondbacks de l'Arizona. Il est gérant par intérim des Diamondbacks pour 3 matchs, du 26 au 28 septembre 2014.

## Carrière de joueur
Alan Trammell est un choix de deuxième ronde des Tigers de Détroit en juin 1976 alors qu'il évolue dans une école secondaire de San Diego en Californie. Il fait ses débuts dans les Ligues majeures de baseball avec les Tigers à l'âge de seulement 19 ans le 9 septembre 1977. Sans jamais joué à un niveau plus élevé que le Double-A dans les ligues mineures, il devient le joueur d'arrêt-court désigné des Tigers dès la saison 1978. Cette année-là, il termine quatrième au vote désignant la recrue de l'année dans la Ligue américaine, un honneur décerné à son coéquipier Lou Whitaker. Ce dernier est joueur de deuxième but et formera avec Trammell un redoutable duo de double jeu pendant 19 saisons, la paire du genre la plus durable dans l'histoire du baseball majeur,.
Durant sa carrière, Trammell est invité au match des étoiles de mi-saison en 1980, 1984, 1985, 1987, 1988 et 1990. Il est nommé meilleur joueur d'arrêt-court défensif de la Ligue américaine en 1980, 1981, 1983 et 1984. Il reçoit le Bâton d'argent du meilleur joueur en offensive à la position d'arrêt-court en 1987, 1988 et 1990.
En 1984, il aide les Tigers à remporter la Série mondiale sur les Padres de San Diego. Il maintient une moyenne au bâton de, 419 en huit matchs de séries éliminatoires cette année-là. Dans le quatrième des cinq matchs de la Série mondiale, Trammell frappe trois coups sûrs, dont deux coups de circuit, et produit tous les points de son équipe dans une victoire de 4-2 des Tigers. Il est élu joueur par excellence de la Série mondiale 1984.
Il affiche ses meilleures statistiques offensives en 1987, année où Détroit remporte le championnat de la division Est de la Ligue américaine pour la première fois depuis 1984. En 151 matchs joués, il établit des records personnels en une saison de 205 coups sûrs (le quatrième plus haut total des majeures), 28 circuits, 105 points produits et 109 points marqués. Sa moyenne au bâton de, 343 est la plus élevée de sa carrière et la troisième meilleure de la Ligue américaine. Il vient près d'être choisi joueur par excellence de la saison mais ne perd que par quelques votes devant George Bell des Blue Jays de Toronto. Il connaît une série de matchs avec au moins un coup sûr de 18 parties dans le dernier droit de la saison, du 11 au 29 septembre pour aider les Tigers à atteindre les éliminatoires, mais le parcours du Détroit s'arrête en Série de championnat contre Minnesota.
Il prend sa retraite après la saison 1996, un an après Lou Whitaker. Les deux se sont trouvés sur le terrain ensemble pour 1918 parties au cours de leurs carrières, battant un record du baseball majeur jadis détenu par le duo formé par Frank White et George Brett de 1973 à 1990 avec les Royals de Kansas City,.
Ralenti par les blessures au cours de ses dernières saisons, il passe davantage de temps à d'autres positions sur le terrain et sert de mentor aux jeunes joueurs du club dont à l'arrêt-court d'avenir de la franchise, Travis Fryman.
Alan Trammell a disputé 2293 matchs sur 20 saisons dans le baseball majeur. Il compte 2365 coups sûrs, 412 doubles, 185 circuits, 1003 points produits et 1231 points marqués. Il vole sa part de but avec 236 buts volés en carrière. Il est particulièrement actif à ce chapitre entre les saisons 1982 et 1987 et son sommet en un an est de 30 en 1983. Sa moyenne au bâton en carrière s'élève à, 285. Sa moyenne de présence sur les buts se chiffre à, 352 et sa moyenne de puissance à, 415. Il est le meneur de la Ligue américaine pour les amortis déposés avec succès en 1981 et 1983 avec respectivement 16 et 15.

## Candidature au Temple de la renommée

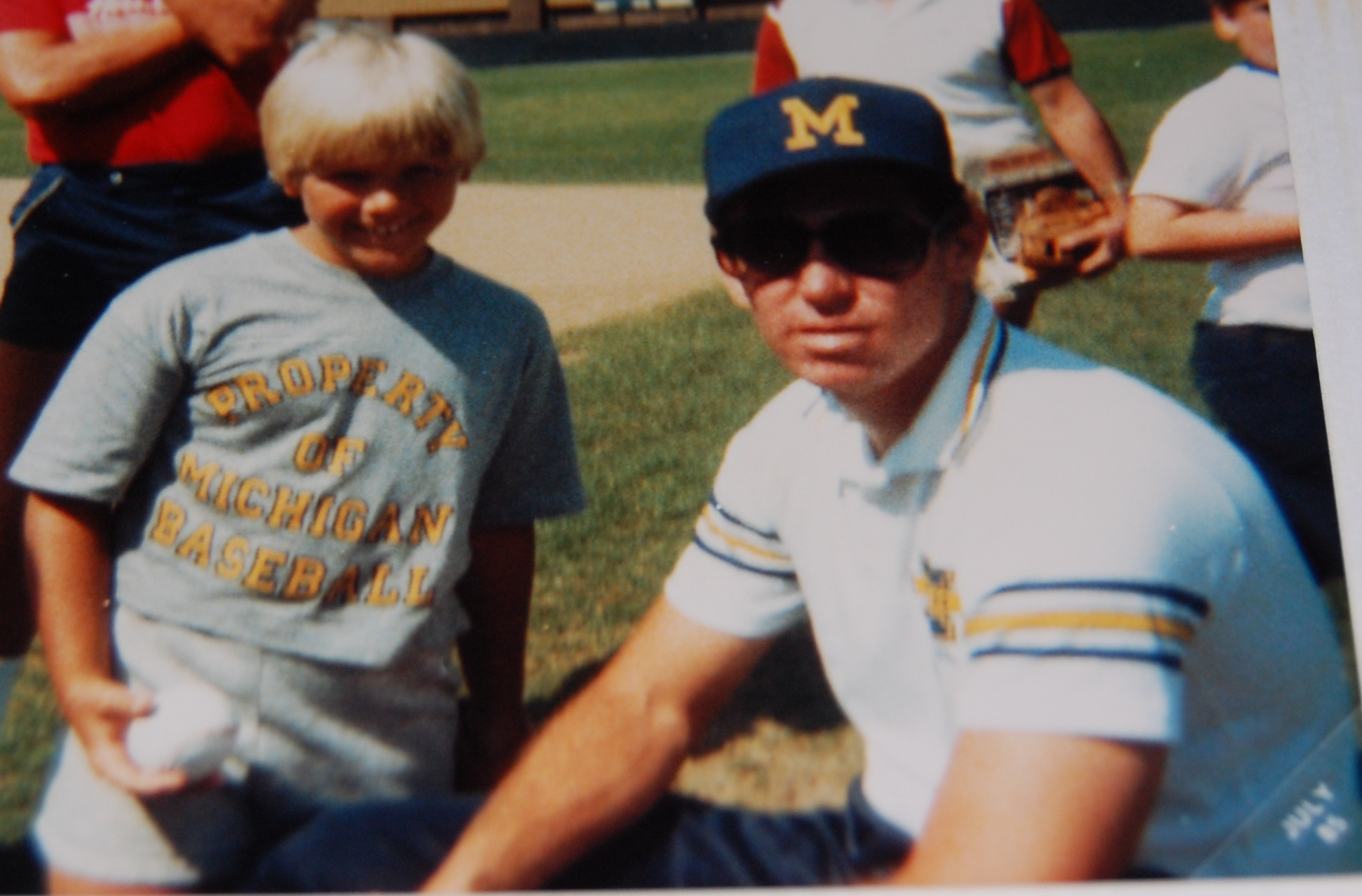
Alan Trammell lors d'un camp de baseball présenté par l'Université du Michigan en 1985.

Alan Trammell est éligible pour l'élection au Temple de la renommée du baseball de 2002 à 2016. Alors que pour entrer au Panthéon le nom d'un joueur doit apparaître sur au minimum 75 % des bulletins de votes remplis par les membres de l'Association des chroniqueurs de baseball d'Amérique, Trammell reçoit au départ de modestes appuis. Sa candidature connaît un second souffle au cours des dernières années, mais n'est finalement pas élu. Ainsi, il reçoit respectivement 15,7 % des voix en 2002; 14,1 % en 2003; 13,8 % en 2004; 16,9 % en 2005; 17,7 % en 2006; 13,4 % en 2007; 18,2 % en 2008; 17,4 % en 2009; 22,4 % en 2010; 24,3 % en 2011; 36,8 % en 2012; 33,6 % en 2013; 20,8 % en 2014 et 25,1 % à son avant-dernière chance en 2015. À sa 15e et dernière année d'éligibilité en 2016, il reçoit 40, 9 % d'appuis.
Trammell ainsi que son ancien coéquipier Lou Whitaker ont reçu un appui important des sabermétriciens,,. Selon des statistiques sabermétriques, Bill James a classé Trammell 9e meilleur arrêt-court de l'histoire du baseball majeur, et au-dessus de 14 autres joueurs à cette position déjà membres du Temple de la renommée.

## Carrière d'entraîneur

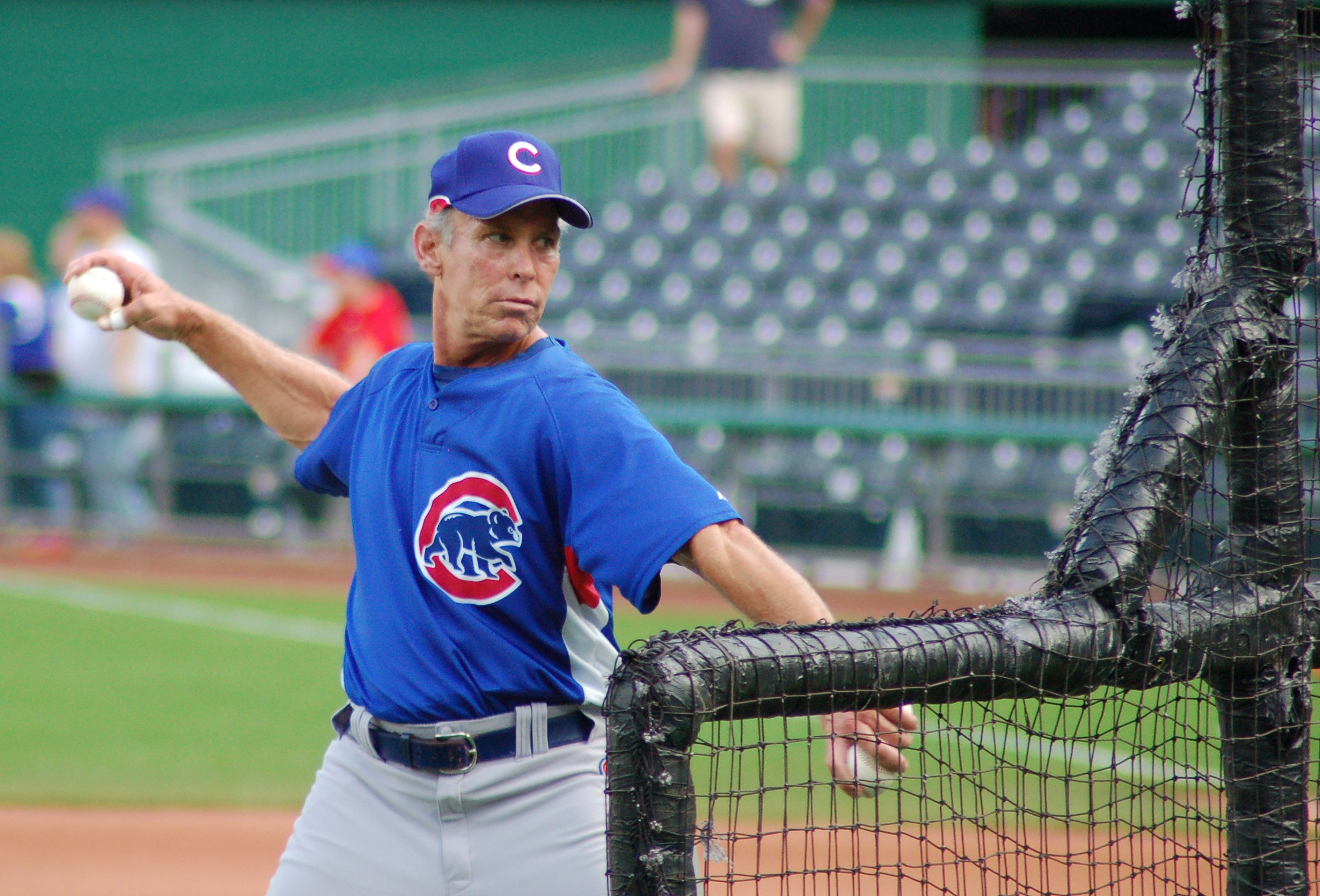
Alan Trammell en 2009 lorsqu'il est instructeur chez les Cubs de Chicago.

Après sa carrière de joueur, Alan Trammell est pendant deux ans (1997-1998) assistant aux opérations baseball chez les Tigers de Détroit. Ceux-ci en font leur instructeur des frappeurs pour la saison 1999. De 2000 à 2002, il est instructeur au premier but pour les Padres de San Diego avant d'être rapatrié par Détroit, qui en font le 10 octobre 2002 le 35e manager de leur histoire. Il succède à Luis Pujols, qui avait digiré les Tigers durant leur difficile saison 2002 où le club avait bien failli, avec 106 défaites, établir un triste record de franchise. Malheureusement pour Trammell, ce record est battu dès sa première saison comme gérant : les Tigers ne gagnent que 43 parties contre 119 défaites, seulement une de moins que le pire total de l'histoire du baseball moderne.
Le pourcentage de victoires des Tigers dans les trois saisons où Trammell est à la barre ne s'élève qu'à, 383. L'équipe perd 300 parties contre 183 victoires. Elle améliore toutefois considérablement sa fiche dès 2004 avec une saison peu reluisante de 72 gains et 90 défaites, ce qui est tout de même 29 parties gagnées de plus qu'en 2003. En 2005, Détroit remporte 71 matchs contre 91 défaites. Trammell est congédié le 3 octobre 2005 et Jim Leyland lui succède.
Engagé par les Cubs de Chicago le 23 octobre 2006, Trammell est instructeur de banc adjoint au gérant Lou Piniella jusqu'à la fin de la saison 2010.
Le 26 octobre 2010, Alan Trammell rejoint les Diamondbacks de l'Arizona et devient leur instructeur de banc, aux côtés du gérant Kirk Gibson, son ancien coéquipier des Tigers de l'équipe championne de 1984. En 2002, une semaine après que Trammell eut été engagé comme gérant des Tigers, la franchise lui avait assigné Gibson comme instructeur de banc.
Les Diamondbacks congédient leur gérant Kirk Gibson dans les derniers jours de la saison 2014. Trammell assure l'intérim pour les 3 dernières parties (une victoire, deux défaites) de la campagne mais on annonce qu'il ne sera pas de retour en Arizona en 2015.
En novembre 2014, Trammell retourne chez les Tigers de Détroit : il est nommé assistant spécial au directeur général.